# Mobility Data Space
Der Mobility Data Space (MDS) ist ein Datenraum für den Mobilitätssektor. Es wird ein technisches System bereitgestellt, auf dem die Teilnehmer Mobilitätsdaten handeln können. Der MDS dient als Plattform, auf der Teilnehmer souverän Daten austauschen können, um innovative, umwelt- und nutzerfreundliche Mobilitätskonzepte zu realisieren und weiterzuentwickeln. Der MDS vernetzt Organisationen, die mobilitätsrelevante Daten suchen, mit Organisationen, die Daten anbieten und schafft dabei den Rahmen für eine vertrauensvolle Zusammenarbeit.

## Gründung und Förderung
In der fünfjährigen Aufbauphase unterstützt das Bundesministerium für Digitales und Verkehr (BMDV) den Datenraum finanziell. Im Rahmen der Digitalstrategie der Bundesregierung werden der MDS und die Mobilithek miteinander verknüpft. Zusammen sollen sie ein zukunftsgerichtetes Mobilitätsdaten-Ökosystem aufbauen. Während die Mobilithek den Fokus auf offene und gesetzlich veröffentlichte Mobilitätsdaten legt, stellt der MDS eine technische Handelsplattform für den sicheren Austausch und die gemeinsame Nutzung von Daten sowie eine Community bereit. Der MDS ist zudem ein Leuchtturmprojekt der europäischen Cloud-Initiative Gaia-X. Als Leuchtturmprojekt innerhalb der Gaia-X-Community ist der MDS ein wichtiger Schritt auf dem Weg zu einer vernetzten und sicheren Dateninfrastruktur in Europa, die den europäischen Werten wie Datenschutz, Datensouveränität und Interoperabilität entspricht.
Trägergesellschaft des MDS ist die Non-Profit-Organisation DRM Datenraum Mobilität GmbH, die aus einem Projekt von acatech – Deutsche Akademie der Technikwissenschaften hervorgegangen ist.

## Funktionsweise und Datenschutz
Der MDS basiert auf einem DSGVO-konformen Ansatz, der darauf abzielt, den Datenaustausch zwischen den Partnern zu erleichtern, ohne dass der MDS oder eine dritte Partei die Daten speichert oder analysiert. Der EDC-Connector bildet die Basis für den Datenaustausch zwischen den MDS-Teilnehmern und fungiert dabei als Vermittler zwischen den Anbietern und Empfängern. Durch die dezentrale Architektur ist die Datensicherheit zu jeder Zeit gewährleistet und die Datenhoheit bleibt erhalten.